# لينارت كارلسون
لينارت كارلسون (بالسويدية: Lennart Carlsson)‏ هو منافس ألعاب قوى سويدي، ولد في 30 ديسمبر 1932 في لينشوبينغ في السويد، وتوفي في 16 يناير 2013 في ترولهتان في السويد.

## وصلات خارجية
- لينارت كارلسون على موقع أوليمبيديا (الإنجليزية)
- لينارت كارلسون على موقع اللجنة الأولمبية السويدية (السويدية)